# Tropa Nova
A Tropa Nova (Nova Corps em inglês) é uma polícia intergalática fictícia da Marvel Comics. Criados por Marv Wolfman, apareceram pela primeira vez em Fantastic Four #204 (março de 1979).
O estudante Richard Rider ganhou os poderes do último centurião vivo, Rhomann Day e adotou a identidade de Nova. Outro que adotou a identidade foi Sam Alexander, cujo pai, Jesse Alexander também foi um Nova, sem que sua família soubesse.

## Origem
A Tropa Nova era originalmente uma polícia intergalática do planeta Xandar. Ela consistia de 500 soldados divididos em hierarquias, sendo Centurião o posto mais alto.

## Outras mídias

### Televisão
- Um membro não-identificado da Tropa aparece como um personagem de fundo em vários episódios de Silver Surfer (1998).
- A Tropa Nova aparece no episódio So Pretty When They Explode, de The Super Hero Squad Show. Eles acabam lutando contra Thanos quando ele os atinge, a fim de obter o poder da Jóia do Infinito. A Tropa Nova é derrotada por Thanos e Nova Prime (Richard Rider) é tomado como refém.
- Sam Alexander aparece como um personagem principal de Ultimate Spider-Man. No episódio Return of the Guardians of the Galaxy, os heróis se enfrentam contra um ex-membro da Tropa chamado Tito. Sam afirma ser tudo o que resta do Tropa, mas esta afirmação não foi explicitada.
- A Tropa Nova parece no episódio Origins de Guardiões da Galáxia e são mencionados em Road to Knowhere. O design dos soldados se assemelham ao visto no filme, mas seus capacetes lembram os dos quadrinhos. Entre os membros estão Rhomann Dey, Tito e Irani Rael.

### Filmes
- A Tropa Nova é apresentada no filme Guardiões da Galáxia de 2014. Glenn Close interpreta Nova Prime, Irani Rael o líder da Tropa Nova, enquanto John C. Reilly e Peter Serafinowicz interpretam Rhomann Dey e Garthan Saal, oficiais de alta patente da Tropa.

## Vídeo games
- A Tropa Nova aparece em Guardians of the Galaxy: The Telltale Series.